# Врховни суд Републике Србије
Врховни суд Републике Србије је највиши суд у Србији. Седиште му се налази у Београду.

## Надлежност
Врховни суд је непосредно виши суд за Привредни апелациони суд, Прекршајни апелациони суд, Управни суд и апелационе судове.
Врховни суд одлучује о ванредним правним средствима изјављеним на одлуке судова Републике Србије и у другим стварима одређеним законом. Он одлучује о сукобу надлежности између судова, ако за одлучивање није надлежан други суд, као и о преношењу надлежности судова ради лакшег вођења поступка или других важних разлога.
Врховни суд има и надлежност изван суђења: утврђује начелне правне ставове ради јединствене судске примене права, разматра примену закона и других прописа и рад судова, именује судије Уставног суда Републике Србије, даје мишљење о кандидату за председника Врховног суда и врши друге надлежности одређене законом.
Врховни суд има и надлежност у заштити права на суђење у разумном року.

## Председник
На челу Врховног суда се налази председник.
Председника Врховног суда бира Високи савет судства, по прибављеном мишљењу опште седнице Врховног суда, на пет година. Исто лице не може бити поново бирано за председника.
Председник Врховног суда не може бити изабран за председника Високог савета судства. Високи савет судства одлучује о престанку функције председника Врховног суда.

## Организација
Судска функција у Врховном суду се врши у оквиру судских већа, судских одељења и Опште седнице Врховног суда. Постоји и Колегијум као саветодавно тело председника. Судска одељења су: Кривично одељење, Грађанско одељење, Одељење за заштиту права на суђење у разумном року и Одељење судске праксе.
Општа седница Врховног суда: усваја начелне правне ставове, разматра примену закона и других прописа и рад судова, именује судије Уставног суда, даје мишљење о кандидату за председника Врховног суда, доноси Пословник о уређењу и раду Врховног суда и врши друге послове одређене законом и пословником. Општа седница разматра и остала питања из делокруга седнице свих судија.
Општу седницу чине председник и судије Врховног суда. За пуноважно одлучивање на Општој седници потребно је учешће већине судија од укупног броја судија. Одлуке се доносе већином гласова присутних судија. Општу седницу сазива председник суда, по потреби, односно на захтев судског одељења или најмање трећине свих судија. Општом седницом руководи председник Врховног суда.

## Списак председника од 1990.
- Часлав Игњатовић (јули 1990 — мај 1996)
- Балша Говедарица (мај 1996 — 14. фебруар 2001)
- Лепосава Карамарковић (15. фебруар 2001 — 22. април 2003)
- Соња Бркић (21. марта 2003 — 22. април 2004) (ВД за Карамарковића до 22. априла 2003)
- Јанко Лазаревић (22. април 2004 — 9. марта 2005) (ВД)
- Вида Петровић-Шкеро (9. март 2005 — 9. марта 2009)
- Ната Месаровић (9. марта 2009 — 20. фебруар 2013) (ВД до 1. јануара 2010)
- Драгомир Милојевић (21. фебруар 2013 — ?) (ВД до 31. октобра 2013)